# Rieserferner

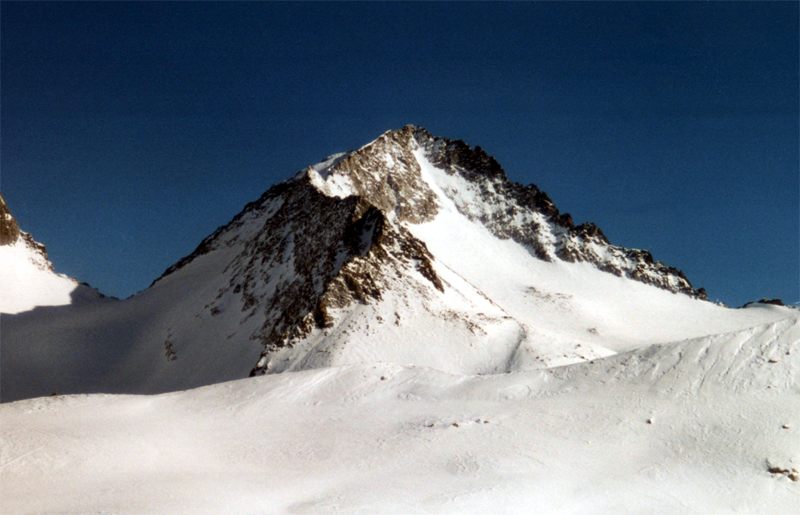
Wildgall

Rieserfernergruppe, Rieserferner (wł. Vedrette di Ries) – niewielka grupa górska na granicy Tyrolu Południowego i Wschodniego, zbudowana ze skał krystalicznych. Najwyższy szczyt to Hochgall (3440 m).
Masyw ma charakter wybitnie alpejski z wysokimi skalnymi ścianami, ostrymi graniami i turniami skalnymi położonymi wysoko ponad otaczającymi dolinami (różnice poziomów przekraczające 1400 m). Ostra rzeźba masywu jest rezultatem działalności lodowców, kiedyś obejmujących cały obszar łącznie z otaczającymi dolinami, obecnie zredukowanych do obszarów położonych na dużych wysokościach.
Krajobrazowo Rieserferner różni się wyraźnie od sąsiadujących z nim masywów górskich, zarówno Alp Zilleralskich jak i Dolomitów. W przeciwieństwie do otaczających go obszarów Rieserferner zbudowany jest z krystalicznych granodiorytów (skał niemal identycznych do budujących Tatry Wysokie) i stanowi rezultat erozyjnego niszczenia potężnej intruzji granodiorytowej.
Mało znany w Polsce Rieserferner stanowi jedną z grup górskich w obrębie Alp Centralnych.
Niemal cały teren masywu objęty jest Parkiem Narodowym Rieserferner. Zwiedzanie masywu ułatwiają schroniska wysokogórskie (m.in. Hochgall Hütte, Rieserferner Hütte). Większość szczytów jest trudno dostępna. Masyw stanowi atrakcyjny teren wspinaczkowy.
Najwyższe szczyty to:
- Hochgall (3440 m),
- Schneebiger Nock (3358 m),
- Magerstein (3273 m),
- Wildgall (3272 m),
- Fernerköpfl (3249 m),
- Lenkstein (3237 m),
- Fersternekofel (3137 m),
- Wasserkopf Spitze (3135 m),
- Grosser Rauchkofl (3043 m),
- Durreck (3130 m).